# Adolphe-Léopold Danhauser
Adolphe-Léopold Danhauser o Dannhauser (París, 26 de febrer de 1835 - 9 de juny de 1896) fou un músic i compositor francès.
Estudià en el Conservatori de la seva ciutat natal de la que més tard en fou professor de solfeig, tenint entre altres alumnes el cubà Villate, sent nomenat posteriorment inspector de l'ensenyança del cant en les escoles de París.
Va escriure diferents obres, entre les quals la més coneguda és una Theorie de la musique, que ha servit de text en molts països, Espanya entre d'altres. Se li deuen, a més una col·lecció de cors titulada Soirées or orphéoniques, i el drama musical Le proscrit.